# Francis Pearson
Francis Fenwick Pearson (13 juin 1911 - 17 février 1991) est un administrateur colonial britannique, un agriculteur et un homme politique.

## Biographie
Pearson fréquente l'école Uppingham à Rutland, puis Trinity Hall, Cambridge. Il est nommé sous-lieutenant de l'armée indienne après avoir été sous-lieutenant, TA (candidat à l'université) en septembre 1932, avec l'ancienneté du 29 janvier 1931. Après un an attaché à un régiment britannique en Inde, il est nommé dans l'armée indienne et affecté au 1st King George's Own Gurkha Rifles à compter du 3 novembre 1933. Il sert comme aide de camp du vice-roi de l'Inde de juin 1935 à avril 1936 .
Il est transféré au service politique indien en octobre 1935. En juin 1945, il est nommé membre de l'Ordre de l'Empire britannique en tant que capitaine du Service politique indien. Il termine comme ministre en chef de l'état de Manipur de 1945 à 1947, et le village de Pearson dans le district de Churachandpur est nommé en son honneur.
L'indépendance de l'Inde étant imminente, Pearson retourne en Grande-Bretagne et s'installe dans le Lancashire où il devient agriculteur et s'implique également dans le gouvernement local. Il est juge de paix du Lancashire à partir de 1952.
Aux élections générales de 1959, Pearson remplace Richard Fort (décédé plus tôt dans l'année) au poste de député du Parti conservateur de Clitheroe, une circonscription rurale des contreforts des Pennines du Lancashire. Il est rapidement nommé whip adjoint du gouvernement (1960) et devient lord commissaire du Trésor (whip du gouvernement) en mars 1962.
Sir Alec Douglas-Home, qui est premier ministre en octobre 1963, choisit Pearson pour être son Secrétaire parlementaire privé, un poste non rémunéré mais essentiel où Pearson doit entretenir des relations entre le premier ministre et ses propres députés d'arrière-ban. Lorsque Douglas-Home perd les élections générales de 1964 et démissionne de son poste de premier ministre, il donne à Pearson un titre de baronnet dans sa liste d'honneur de démission.
Pearson prend sa retraite du Parlement aux élections générales de 1970, mais pas de la politique. Il est président de la Central Lancashire New Town Development Corporation à partir de 1971 (la nouvelle ville couvrait Preston, Chorley, Leyland et plusieurs autres régions).